# Voodoo Vibes
Voodoo Vibes är ett musikalbum som släpptes 1997 och är Axxis femte studioalbum.

## Låtlista
1. "Helena" - 4:24
2. "Voodoo Vibes" - 3:16
3. "Fly Away" - 3:33
4. "Sarajevo" - 4:33
5. "Desert Song" - 4:09
6. "A Little Mercy" - 4:39
7. "World of Mystery" - 4:42
8. "Allright" - 3:08
9. "Love and Pain" - 3:40
10. "A Life for a Life" - 4:49
11. "Spider" - 3:32
12. "The Show Is Over" - 4:32